# Astra BM 35
L'Astra BM 35 est un tombereau rigide à deux essieux du constructeur italien Astra SpA. Il a été conçu pour répondre aux exigences liées à la réalisation de gros travaux de génie civil en Italie et dans le monde.

## Description
L'Astra BM 35 est le premier gros dumper — camion spécifique de chantier — construit par Astra SpA, entre 1969 et 1980. Il succède au BM 22 qui a fait la renommée de la marque. 
C'est aussi le dernier modèle à être doté d'un moteur General Motors. Les modèles suivants recevront des motorisations Fiat puis Iveco. Comme toutes les productions Astra, il est construit dans l'usine de Piacenza au sud de la Lombardie, en Italie.
Il se positionne dans la classe des 65 tonnes et vient concurrencer les modèles Caterpillar et Perlini, les plus courants dans la profession.
La benne, d’une contenance de 24 m3 en dôme, dispose d’un fond en acier anti-abrasion de 15 mm d’épaisseur dans sa version standard mais qui peut, en option, être porté à 20 mm. 
Le modèle a très vite conquis la clientèle toujours très exigeante dans ce secteur d'activité puisque durant sa première année de commercialisation, Astra a déjà livré plus d'une vingtaine de BM 35 dans le monde.
| Astra BM 35              | Astra BM 35               |
| Châssis                  | Châssis                   |
| ------------------------ | ------------------------- |
| Carrosserie              | Tombereau rigide          |
| Coffre                   | Benne                     |
| Masse totale à vide      | 28 t                      |
| Pneus                    | 18.00 R33 XRB             |
| Jantes                   | 13.00 x 33"               |
| Dimensions               |                           |
| L × l × H                | 7,30 × 3,17 × 3,35 m      |
| Garde au sol             | 50 cm                     |
| Moteur                   |                           |
| Type                     | V12 General Motors 71N.65 |
| Cylindrée                | 13 948 cm3                |
| Puissance                | 336 kW (456 ch) SAE       |
| Régime                   | 2 100 tr/min              |
| Performances             |                           |
| Charge utile             | 36 t                      |
| Capacité de la benne     | 24 m3                     |
| Masse maximum en service | 64 t                      |
| Vitesse maximum          | 50 km/h                   |